# پسر خدا (آلبوم)
«پسر خدا» (به انگلیسی: God's Son) آلبومی از ناس (خواننده رپ) است که در سال ۲۰۰۲ میلادی منتشر شد.
این آلبوم در چارت‌های در رتبه اول قرار گرفت.